# جبريل كوناتي
جبريل كوناتي (بالفرنسية: Djibril Konaté)‏ هو لاعب كرة قدم مالي في مركز الدفاع، ولد في 2 سبتمبر 1980 في كايس في مالي. لعب مع ستاد لافال ونادي أنجيه ونادي مانتوا ونادي نيور.

## وصلات خارجية
- جبريل كوناتي على موقع رابطة كرة القدم الفرنسية للمحترفين (الإنجليزية)
- جبريل كوناتي على موقع قاعدة بيانات كرة القدم.إي يو (الإنجليزية)
- جبريل كوناتي على موقع Soccerway.com (الإنجليزية)
- جبريل كوناتي على موقع عالم كرة القدم.نت (الإنجليزية)
- جبريل كوناتي على موقع GSA (الإنجليزية)